# Parafia Najświętszej Maryi Panny Bolesnej we Wrocławiu
Parafia Najświętszej Maryi Panny Bolesnej we Wrocławiu – znajduje się w dekanacie Wrocław północ I (Osobowice) w archidiecezji wrocławskiej. Obsługiwana przez księży diecezjalnych. Erygowana w 1993 roku. Mieści się przy ulicy Bałkańskiej.

## Obszar parafii
Parafia obejmuje ulice: Bałkańska, Bezpieczna, Bułgarska, Chorwacka, Czeska, Jugosłowiańska, Lutycka, Łużycka, Morawska, Obodrzycka, Osobowicka (nr. 13–47), Serbska, Słowacka.

## Proboszczowie
- ks. Tadeusz Nowakowski (2008–2025)
- ks. Jaroslaw Filipiak (2025– )[2]